# Elecciones a la Asamblea Nacional Constituyente de Venezuela de 1952
La elección de la Asamblea Nacional Constituyente de Venezuela de 1952 se llevó a cabo el 30 de noviembre de ese mismo año, para elegir a la Asamblea Nacional Constituyente que redactaría la Constitución y designaría un presidente provisional para Venezuela.
Aunque se llevó a cabo bajo una dictadura militar, con el principal partido de la oposición (Acción Democrática) prohibido, la elección fue lo suficientemente justa como para permitir que los primeros resultados mostraran una derrota inesperada para la junta militar gobernante, ya que la Unión Republicana Democrática ganó el 62,8% de los votos. La junta luego bloqueó la publicación de los resultados finales e instaló al general Marcos Pérez Jiménez como Presidente provisional, resultado confirmado por la Asamblea Constituyente, que los partidos de oposición boicotearon.

## Antecedentes
Desde el golpe de Estado en Venezuela de 1948, Venezuela había sido dirigida por una junta militar de 3 personas, bajo el liderazgo de Carlos Delgado Chalbaud. Su asesinato en noviembre de 1950 provocó retrasos en la promulgación de la ley electoral prometida por la junta, luego Pérez Jiménez, su miembro más poderoso, se opuso al proyecto de ley de derecho al voto de todas las personas mayores de 18 años, describiéndolo como el derecho al voto de analfabetos y menores. presión percibida de la opinión nacional e internacional hizo que la ley electoral se publicara en abril de 1951.

## Campaña electoral

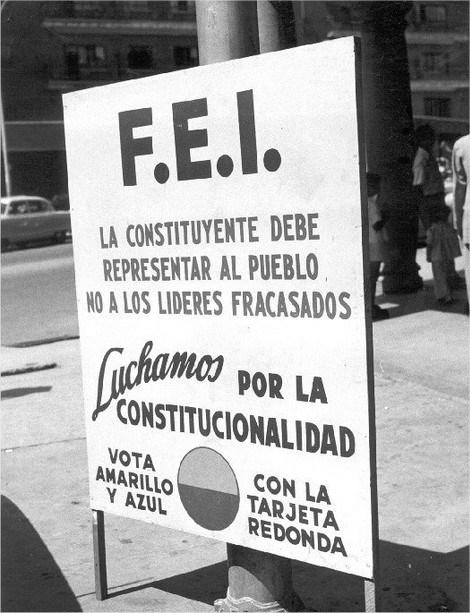
Pancarta del partido Frente Electoral Independiente organización política impulsada por Marcos Pérez Jiménez.

Acción Democrática (AD), que fue el principal partido de oposición y fue el partido del gobierno democrático anterior, fue ilegalizado y se le prohibió expresamente la participación en esas elecciones. Igual pasó con el Partido Comunista de Venezuela (PCV). En ausencia de AD y del PCV, Unión Republicana Democrática (URD) pasó a ser el partido de oposición más poderoso. Aunque en URD al principio se consideró llamar a abstención, esta maniobra no fue llevada a cabo.

### Oposición

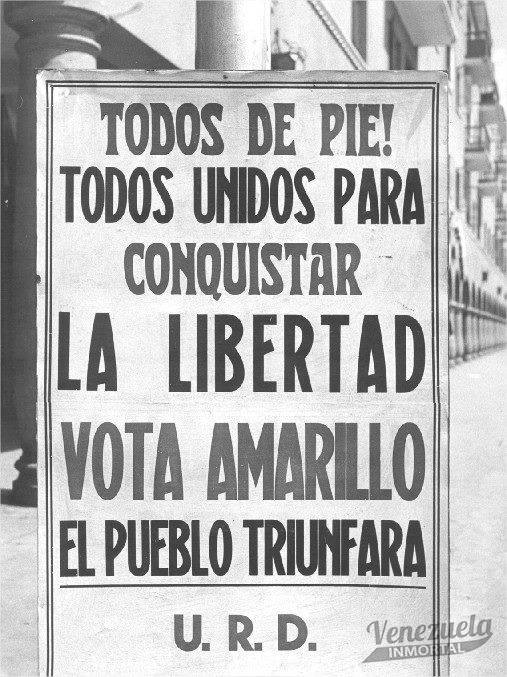
Propaganda de la Unión Republicana Democrática a la Asamblea Nacional Constituyente de Venezuela de 1952.

URD encabezada por Jóvito Villalba y Copei encabezada por Rafael Caldera, fueron los partidos que presentaron tarjeta en oposición a Marcos Pérez Jiménez, ambos tenían que proporcionar información al gobierno militar con respecto a reuniones públicas, financiamiento de campaña, entre otros. Además, la cobertura de prensa de ambos partidos fue censurada tan estrictamente que apenas comunicaba más que los movimientos de sus líderes, y simplemente se omitían las políticas del partido.
En las últimas semanas de la campaña, una organización paralela fuera de los partidos políticos se organizó para dar empuje a Marcos Pérez Jiménez a la presidencia; fue anunciado el 5 de noviembre que el "Movimiento Nacional" había recaudado 1,6 millones de firmas de apoyo. El movimiento llegó a ser tan prominente que el presidente del Consejo Electoral le recordó al país que fue la elección de una Asamblea Constituyente, no la de un presidente.

## Resultados

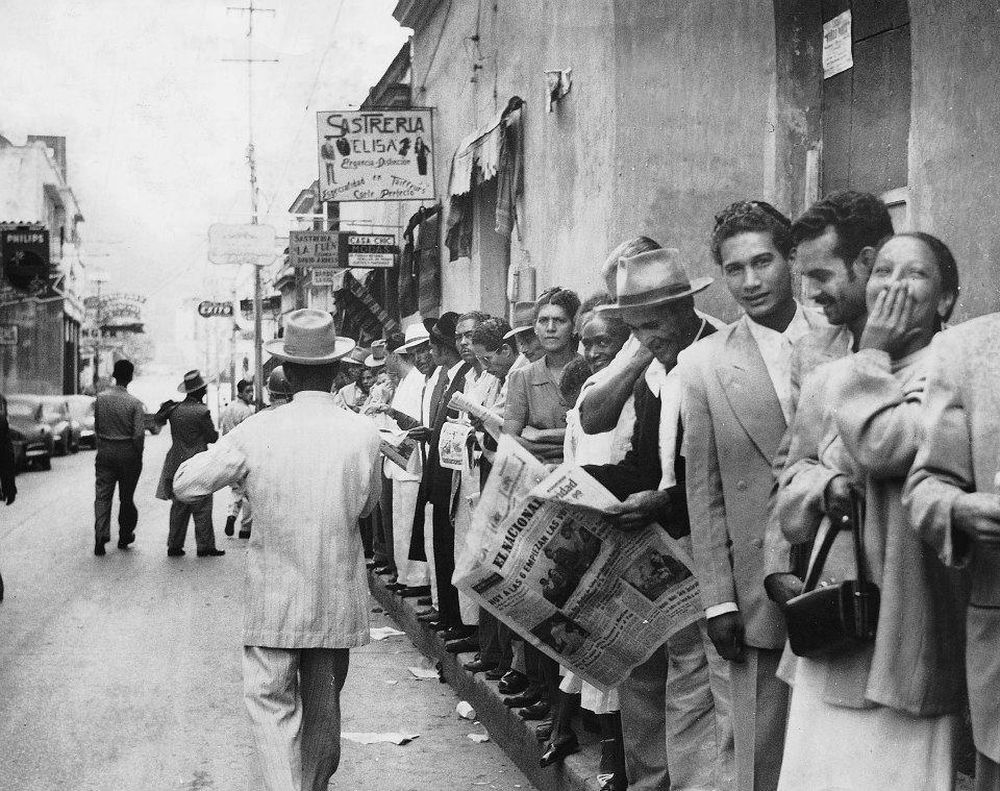
Filas para votar durante las elecciones de 1952.

Los resultados, con alrededor de un tercio de los votos, mostraban una amplia ventaja para la Unión Republicana Democrática con 147.065 votos, quedando de segundo lugar el oficialista Frente Electoral Independiente con alrededor de 50.000 votos y de tercer lugar Copei. Jóvito Villalba fue vitoreado en la casa nacional de la URD. Marcos Pérez Jiménez ordenó que la cobertura periodística y de prensa se detuvieran, destituyó las autoridades electorales y expulsó del país la dirigencia de URD y se detiene el conteo de votos.
Acción Democrática en el exilio dijo que Unión Republicana Democrática y Copei habían obtenido en conjunto 1,6 millones de los 1,8 millones de votos emitidos y 87 curules, y los resultados extraoficiales publicados por Armando Veloz Mancera arrojaron 1.198.000 votos para la URD, 403.000 para la Frente Electoral Independiente y 306.000 por Copei. Algunos detalles en los resultados a nivel estatal respaldan el cargo de fraude. En algunos estados, la URD tenía derecho a uno de dos escaños, según su participación en el voto oficial, pero no recibió ninguno. Finalmente el 2 de diciembre de 1952 se dan a conocer los resultados oficiales:
|  | 45,64 % |

|  | 36,96 % |

|  | 17,39 % |

|  | 62.82 % |

|  | 21.13 % |

|  | 16.07 % |

## Consecuencias
Después de que los resultados oficiales se dieron a conocer, la Junta Provisional de Gobierno renunció y entregó el poder a los militares, quienes nombraron a Marcos Pérez Jiménez como Presidente Provisional de Venezuela. Cuando la Asamblea Constituyente se reunió el 9 de enero de 1953 (URD y COPEI boicotearon) lo ratificaron los resultados de las elecciones e instalado Pérez Jiménez como Presidente de Venezuela. En definitiva, la Asamblea redactó una nueva Constitución, que fue promulgada en abril de 1953 y otorgó al presidente amplios poderes para actuar para proteger la seguridad, la paz y el orden nacionales. Para todos los efectos, el documento transformó la presidencia de Marcos Pérez Jiménez en una dictadura legal.